# Asimmetria barionica
In cosmologia, l'asimmetria barionica è l'asimmetria tra materia (rappresentata per la gran parte da barioni) e antimateria che si sarebbe verificata nelle primissime fasi del Big Bang, dando origine all'universo attuale, in cui l'antimateria risulta quasi assente. Secondo consolidate evidenze sperimentali, l'antimateria sarebbe presente per un fattore di {\displaystyle 10^{-10}} sulla densità della materia totale.
In base alle attuali conoscenze, al momento della bariogenesi materia e antimateria avrebbero dovuto svilupparsi in pari quantità e non avrebbero potuto permanere nello spazio a causa della loro reciproca annichilazione. Questo costituisce un problema teorico attivamente studiato.

## Ipotesi
Si potrebbe supporre che materia e antimateria rimangano separate da ampi spazi intergalattici, dando origine ad ammassi stellari di materia e altrettanti di antimateria. All'osservazione astronomica l'antimateria non potrebbe essere riconosciuta, producendo gli stessi fotoni della materia ordinaria. Tuttavia lo spazio intergalattico che dovrebbe funzionare come regione di interdizione tra materia e antimateria non è uno spazio completamente vuoto: osservazioni mediante spettroscopia ad alta risoluzione hanno evidenziato che in tali regioni vi è una densità di materia pari a circa un atomo di idrogeno per metro cubo. Una simile presenza di materia sarebbe sufficiente a innescare un'interazione presso questi confini evidenziando i processi di annichilazione con una produzione di radiazione gamma facilmente rilevabile, ma questo non è mai stato osservato.
Un'altra possibilità è che regioni dominate dall'antimateria possano esistere nell'universo, ma che l'interazione materia-antimateria non sia osservabile solo per il fatto che avvenga in regioni al di fuori del nostro universo osservabile. Ancora un'altra possibilità è che materia e antimateria siano tra loro soggette a una repulsione gravitazionale: ciò impedirebbe l'interazione e potrebbe spiegare la mancata osservazione dei fenomeni di annichilazione. Tuttavia sembra più probabile che la forza gravitazionale tra materia e antimateria sia di tipo attrattivo (vedi dibattito sulla gravità dell'antimateria); oltretutto è da considerare che nelle sue fasi primordiali l'universo doveva essere molto denso e contratto e risulta difficile ipotizzare che materia e antimateria abbiano potuto evitare di interagire e mantenersi separate fino al suo attuale stadio.
Ad oggi si considera improbabile che qualche regione dell'universo possa essere dominio dell'antimateria.

## Teorie

### Teoria della bariogenesi leptonica
Una delle teorie ritenute più interessanti è quella della bariogenesi per via leptogenetica, secondo cui una leggera dissimmetria nella produzione del numero di leptoni potrebbe aver causato una consistente dissimmetria nel successivo sviluppo dei barioni.

### Ipotesi di Sacharov
Un'ipotesi postulata nel 1967 dal fisico sovietico Andrei Dmitrievich Sacharov dice che nel primo secondo dopo il Big Bang tutte le forze che noi osserviamo si sarebbero riunite in una superforza il cui vettore sarebbe stato la particella X; cominciando l'universo a raffreddarsi, la particella X sarebbe decaduta e l'asimmetria avrebbe portato ad una leggera prevalenza delle particelle rispetto alle antiparticelle di una parte su un miliardo, sfuggita all'annichilazione e che costituirebbe la materia che noi osserviamo. Questa teoria spiegherebbe il perché nella radiazione di fondo si trovano circa un miliardo di fotoni per ogni particella di materia esistente: essi altro non sarebbero che il residuo della radiazione gamma emessa dall'annichilazione primordiale di materia-antimateria.

## Dati sperimentali
Dall'esperimento BaBar nello SLAC sono venuti importanti dati che dimostrano una profonda differenza nel comportamento di materia e antimateria. L'acceleratore di PEP II di SLAC fa collidere gli elettroni con le loro antiparticelle, i positroni, per produrre particelle ed antiparticelle dette mesoni B ed anti-B; esse hanno una vita breve e decadono in particelle subatomiche più leggere. Se ci fosse simmetria i due tipi di particelle avrebbero un decadimento identico; al contrario le misurazioni effettuate mostrano una sostanziale differenza. 
L'osservazione del decadimento di oltre 200 milioni di coppie B e anti-B mostra una caduta maggiore del mesone B in kaone o pione rispetto alla controparte anti-B. È quindi possibile che al momento del Big Bang sia stata prodotta la stessa quantità di materia e antimateria, ma la diversità di decadimento avrebbe creato l'asimmetria a favore della materia.